# Crkva sv. Nikole od Podmorja
Crkva sv. Nikole od Podmorja nije sačuvana u izvornom obliku. Srednjovjekovna crkva je porušena 1860. godine. Tu je još u rimsko doba postojalo jedno agrarno imanje (villa rustica), a zaštitna iskopavanja oko same crkve upućuju na jaki kasnoantički sloj. Isto tako, manji ulomci predromaničkog crkvenog namještaja nedvojbeno upućuju na crkvu iz ranog srednjeg vijeka (9.st), a nije isključena ni mogućnost postojanja i ranije, starokršćanske crkve. Uz ulomke predromaničke skulpture na današnjoj crkvi bio je ugrađen i veoma važan ranosrednjovjekovni natpis (original se čuva u Muzeju hrvatskih arheoloških spomenika) koji spominje visokog dvorskog dostojanstvenika na hrvatskom dvoru za kraljeva Zvonimira i Stjepana II, tepčicu  Ljubimira. On je dao podići crkvu posvećenu sv. Petru, Nikoli i Jurju. Natpis je izazvao brojne polemike i doveo do različitih tumačenja. Vezivalo ga se uz samostan sv. Petra od Klobučca, za koji je povjesničar Vjeko Omašić, vrstan poznavatelj kaštelanske prošlosti, nepobitno dokazao da je bio na položaju današnje župne crkve u Kaštel Novom. Isto tako, znameniti trogirski povjesničar iz 17. st. Ivan Lučić pripisao je spomenuti natpis crkvi sv. Jurja od Žestinja, zapadno od Stomorije. Po svemu sudeći, za sada svi argumenti i pretpostavke upućuju na to da je natpis bio na crkvi na kojoj se donedavno nalazio, a to je sv. Nikola od Podmorja u Kaštel Starom. Taj bi donatorski natpis, dakle, označavao jednu od faza u razvoju crkve, vjerojatno temeljitu obnovu starijega zdanja koncem 11. stoljeća koju je proveo spomenuti donator, tepčica Ljubmir.